# سعد الدخيني
سعد فهد الدخيني لاعب كرة قدم سعودي.

## مسيرة اللاعب
لعب سابقاً في نادي الشرق ونادي السد ونادي الشعلة.